# Paranomus tomentosus
Paranomus tomentosus là một loài thực vật có hoa trong họ Quắn hoa. Loài này được N.E. Br. miêu tả khoa học đầu tiên.